# Leiothrix pedunculosa
Leiothrix pedunculosa är en gräsväxtart som beskrevs av Wilhelm Willy Otto Eugen Ruhland. Leiothrix pedunculosa ingår i släktet Leiothrix och familjen Eriocaulaceae. Inga underarter finns listade i Catalogue of Life.